# Вайнштейн, Макс
Макс Бернхард Вайнштейн (нем. Max Bernhard Weinstein; 1 сентября 1852, Ковно — 25 марта 1918) — немецкий физик и философ. Известен как специалист по термодинамике и статистической механике, критик теории относительности и автор историко-философского исследования концепции пандеизма.

## Биография
Вайнштейн родился в 1852 году в Ковно (в то время на территории Российской империи) в еврейской семье. Был усыновлён дядей и в 1865 году поступил в гимназию в Инстербурге, которую окончил в 1874 году. Затем стал студентом Университета Бреслау, но вскоре перевёлся в Берлинский университет. Бо́льшая часть его дальнейшей жизни и карьеры была связана с Берлином. В 1878 году Вайнштейн получил германское гражданство. В 1880 году защитил докторскую диссертацию и получил возможность стать приват-доцентом Берлинского университета. После прохождения хабилитации под руководством Германа Гельмгольца в 1886 году остался преподавать в университете, в течение многих лет читал курсы лекций по физике и географии. Интересы Вайнштейна были весьма широки, выходя далеко за пределы физики в собственном смысле слова. Со временем он приобрёл славу натурфилософа и оригинального мыслителя и в 1904 году был назначен профессором философии Берлинского университета, где читал лекции о философских основаниях науки.

## Научная деятельность
Научные интересы Вайнштейна охватывали широкий круг тем, его работы посвящены термодинамике, капиллярности, электрохимии, электромагнетизму, физике твёрдого тела, метеорологии, земному магнетизму. Он проводил как экспериментальные, так и теоретические исследования, однако всё же склонялся к теории и в 1901 году даже выпустил учебник математической физики. Особый интерес для учёного представляли классическая механика и электродинамика. Так, в 1883 году он опубликовал немецкий перевод «Трактата об электричестве и магнетизме» (1865) Джеймса Клерка Максвелла — важного труда, мало известного в то время в Германии. Благодаря этому переводу электромагнитная теория Максвелла была признана и активно развивалась в Германии в последующие годы. В 1884 году Вайнштейн подготовил перевод другой классической работы — «Аналитической теории тепла» (1822) Жозефа Фурье.
Вайнштейн известен как один из ранних критиков теории относительности. Хорошо понимая математический аппарат теории, он не соглашался с её физическим содержанием, в частности с необходимостью отбросить концепцию эфира. Не соглашаясь с физической относительностью времени, расстояния и массы, он считал эту относительность лишь «формально-геометрическим следствием» теории. Его беспокоило, что сложный математический формализм подменяет понимание физической реальности, причём, несмотря на нелюбовь к четырёхмерным комплексным величинам, он был склонен считать вклад Германа Минковского в развитие математического языка теории более фундаментальным, чем вклад Альберта Эйнштейна, работу которого, впрочем, называл «одним из важнейших достижений в науке». В научных и популярных публикациях Вайнштейна 1911—1914 годов, помимо возражений, содержался и компетентный обзор идей Эйнштейна и Минковского, а его книга 1913 года и вовсе была одной из первых монографий, посвящённых релятивистской физике. Таким образом, отношение Вайнштейна, как и многих крупных физиков того времени, к теории относительности было достаточно сложным, что не позволяет просто записать его в ряды антирелятивистов, как это делали некоторые историки.
Вайнштейн внёс существенный вклад в понимание основ термодинамики и статистической механики, а также разрабатывал их применения к вопросам физики твёрдого тела и физической химии. Так, в 1901—1908 годах он выпустил четырёхтомный труд по термодинамике и кинетике веществ. В работе 1917 года он провёл критический анализ третьего начала термодинамики, предложенного Вальтером Нернстом. О прочной репутации Вайнштейна среди коллег свидетельствует и то, что в 1904 году он был приглашён написать статью для юбилейного сборника, посвящённого 60-летию Людвига Больцмана.

## Философские взгляды
В своё время Вайнштейн, вероятно, был более известен как мыслитель, опубликовавший ряд работ по натурфилософии и религиозной философии. Хотя его взгляды отражали многие характерные особенности «конца века», в ряде моментов они существенно расходились с популярными воззрениями современников. Так, его философия носила субъективистский характер; в отличие от влиятельных философов позитивистского толка, он уделял много внимания духовным и психологическим вопросам и в своих лекциях подробно рассматривал понятие души, которую считал не менее реальной, чем физические силы. Тот взгляд на мир, который он называл «духовным монизмом», учёный применил к проблеме тепловой смерти Вселенной, привлекавшей в то время большое внимание широкой публики. Понимая, что научных возражений против этой концепции у него нет, он тем не менее высказал некоторые спекулятивные соображения в пользу того, что тепловая смерть ещё не будет означать конца Вселенной. Он предположил, что может существовать некая «психическая энергия», неизвестная современной физике и более фундаментальная, чем эфир, так что тепловая смерть отнюдь не приведёт к концу Вселенной, понимаемой как наполненное этой энергией духовное существо. Считая, что Вселенная с большей вероятностью конечна, чем бесконечна, Вайнштейн заключил, что у неё должно быть и начало во времени, иначе тепловая смерть уже давно наступила бы. Однако мир не может возникнуть сам по себе, для этого нужна какая-то сверхъестественная причина, которая может вступать в дело не только при рождении, но и в момент смерти Вселенной. Другими словами, божественное вмешательство может запускать процесс заново — и так бесконечное количество раз, — тем самым разрешая проблему конца мира.
Впрочем, принять существование теистического бога, порождающего Вселенную, Вайнштейн не мог, что привело его к идее пандеизма, которую он подробно исследовал с исторической точки зрения в своей монографии 1910 года. Суть доктрины пандеизма состоит в том, что Вселенная возникла в результате божественного вмешательства, но при этом самого бога нигде за пределами мира не осталось; он как бы растворился в мире. В качестве такого «растворённого в мире бога» может выступать гипотетическая ментальная, или психическая, энергия. Будучи своего рода соединением пантеизма и деизма, элементы пандеизма неоднократно возникали в трудах различных мыслителей прошлого. В частности, Вайнштейн особо выделял Джордано Бруно, как раннего пандеиста. В своей книге он широко исследовал взгляды философов и теологов прошлого, стремясь как можно дальше проследить корни концепции пандеизма. Во многом именно благодаря этому анализу имя Вайнштейна сохранило известность до нашего времени.

## Публикации
Полную библиографию Вайнштейна можно найти в работах Е.Б. Старикова.
Физика
- Weinstein M.B. Untersuchungen über Capillarität // Annalen der Physik. — 1886. — Bd. 263. — S. 544-584. — doi:10.1002/andp.18862630404.
- Weinstein M.B. Handbuch der physikalischen Maassbestimmungen. — Berlin: J. Springer, 1888.
- Weinstein M.B. Die Erdströme im Deutschen Reichstelegraphengebiet und ihr Zusammenhang mit den Erdmagnetischen Erscheinungen. — Braunschweig: F. Vieweg und Sohn, 1900.
- Weinstein M.B. Einleitung in die höhere mathematische Physik. — Leipzig: F. Dümmler, 1901.
- Weinstein M.B. Thermodynamik und Kinetik der Körper. — Braunschweig: F. Vieweg und Sohn, 1901-1908. — Bd. 1-4.
- Weinstein M.B. Die Physik der bewegten Materie und die Relativitätstheorie. — Leipzig: J.A. Barth, 1913.
- Weinstein M.B. Kräfte und Spannungen. Das Gravitations- und Strahlenfeld. — Braunschweig: F. Vieweg und Sohn, 1914.
- Weinstein M.B. Zu Minkowskis Mechanik. Die Weltkonstante, die Systemmechanik // Annalen der Physik. — 1914. — Bd. 348. — S. 929-954. — doi:10.1002/andp.19143480607.
- Weinstein M.B. Über die innere Reibung der Gase. I. Der erste Reibungskoeffizient // Annalen der Physik. — 1916. — Bd. 355. — S. 601-654. — doi:10.1002/andp.19163551402.
- Weinstein M.B. Über die innere Reibung der Gase. II. Der zweite Reibungskoeffizient, die Gustav Kirchhoffschen thermodynamisch‐hydrodynamischen Gleichungen, die Maxwellsche Gastheorie // Annalen der Physik. — 1916. — Bd. 355. — S. 796-814. — doi:10.1002/andp.19163551504.
- Weinstein M.B. Das Nernstsche Theorem und die Wärmeausdehnung fester Stoffe // Annalen der Physik. — 1917. — Bd. 357. — S. 218-220. — doi:10.1002/andp.19173570208.

Философия
- Weinstein M.B. Die philosophischen Grundlagen der Wissenschaften. — Leipzig: B.G. Teubner, 1906.
- Weinstein M.B. Welt- und Lebensanschauungen hervorgegangen aus Religion, Philosophie und Naturerkenntnis. — Leipzig: J.A. Barth, 1910.
- Weinstein M.B. Die Grundgesetze der Natur und die modernen Naturlehren. — Leipzig: J.A. Barth, 1911.
- Weinstein M.B. Entstehung der Welt und der Erde nach Sage und Wissenschaft. — Leipzig: B.G. Teubner, 1913.